# Krabisuchus
Krabisuchus — це вимерлий рід алігатороїдних крокодилів, який існував на території сучасного Таїланду в еоцені. Його вперше назвали палеонтологи Джеремі А. Мартін і Комсорн Лаупрасерт у 2010 році, а типовим видом є K. siamogallicus. Скам'янілості були знайдені в басейні Крабі на півдні Таїланду і включають переважно черепні та нижньощелепні елементи, а також деякі посткраніальні залишки. Крабізух на даний момент є найвідомішим примітивним алігатороїдом з Азії; раніше ці тварини були представлені в Азії лише кількома фрагментарними останками з Китаю. Викопних рештків алігатороїдів значно більші в Європі та Північній Америці, де описано більшість таксонів.

## Опис
Зростаючи приблизно до 2 метрів у довжину, крабізух був маленьким алігатороїдом, який був значно меншим за живого алігатора. Як і в алігатора, у нього була тупа морда. Крабізух також мав рельєфний череп, подібний до вимерлого алігаторина Arambourgia та живого крокодила Osteolaemus tetraspis. Зуби на задній частині щелеп були дуже тупі. Він, як і інші вимерлі алігатороїди, ймовірно, був наземним, а не напівводним. Цей наземний спосіб життя, можливо, дозволив іншим алігатороїдам колонізувати більшу частину північної півкулі в палеогені, коли глобальні температури були набагато вище, ніж сьогодні.